# Steilkant

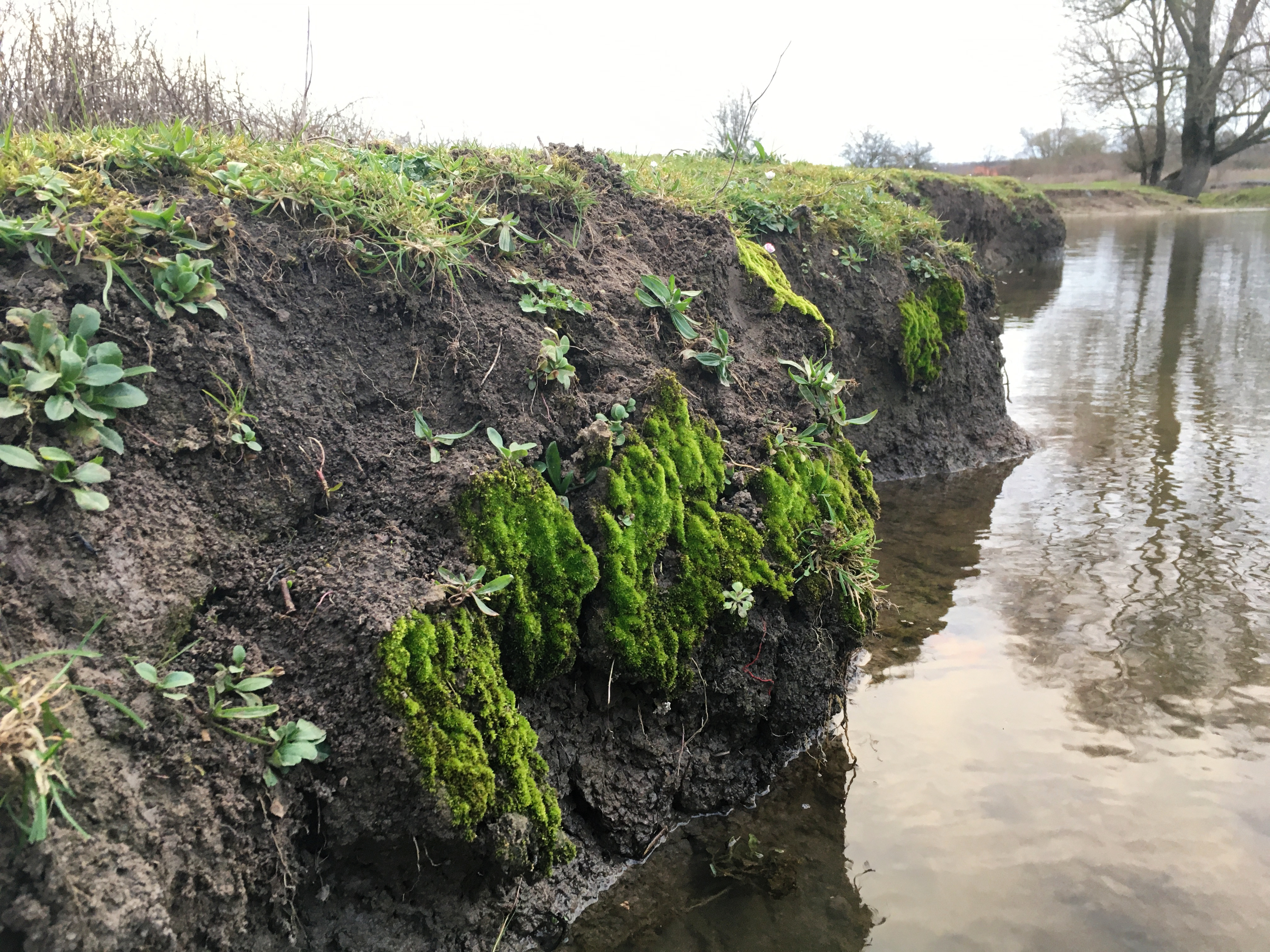
Een steilkant op een rivierkleigrond.

Met een steilkant of steilwand wordt een plotseling zeer steil aflopend deel van het maaiveld bedoeld.

## Ecologisch belang
Voor sommige organismen vormen steilkanten zeer belangrijke microhabitats waarvan ze voor hun voortbestaan zelfs afhankelijk kunnen zijn. Veel insectensoorten (bijvoorbeeld veel langsteelgraafwespen) of vogels (zoals oeverzwaluwen) gebruiken steilkanten om een nest in maken.

## Fotogalerij

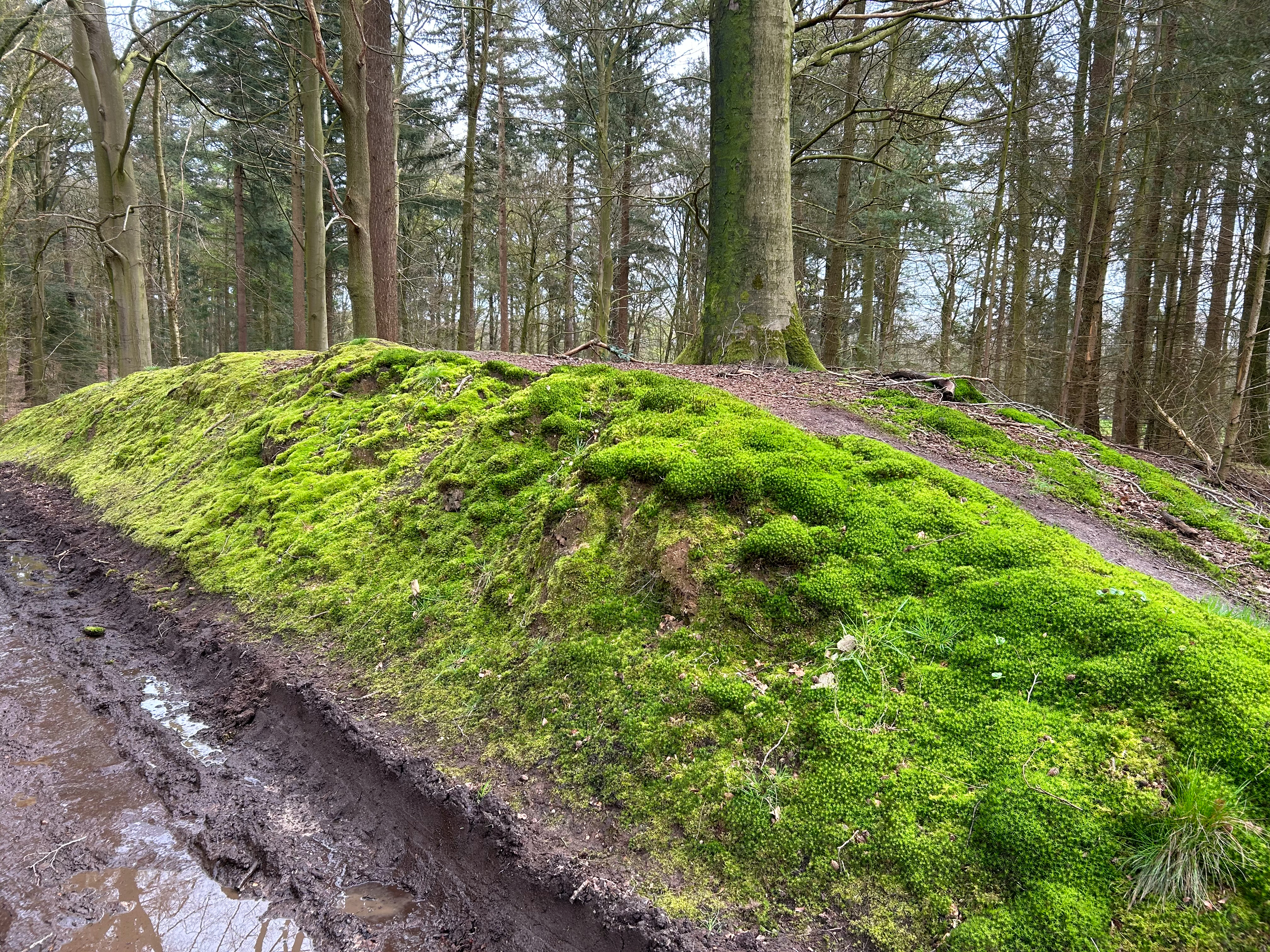
Een steilkant met vegetatie van het pluisjesmos-verbond
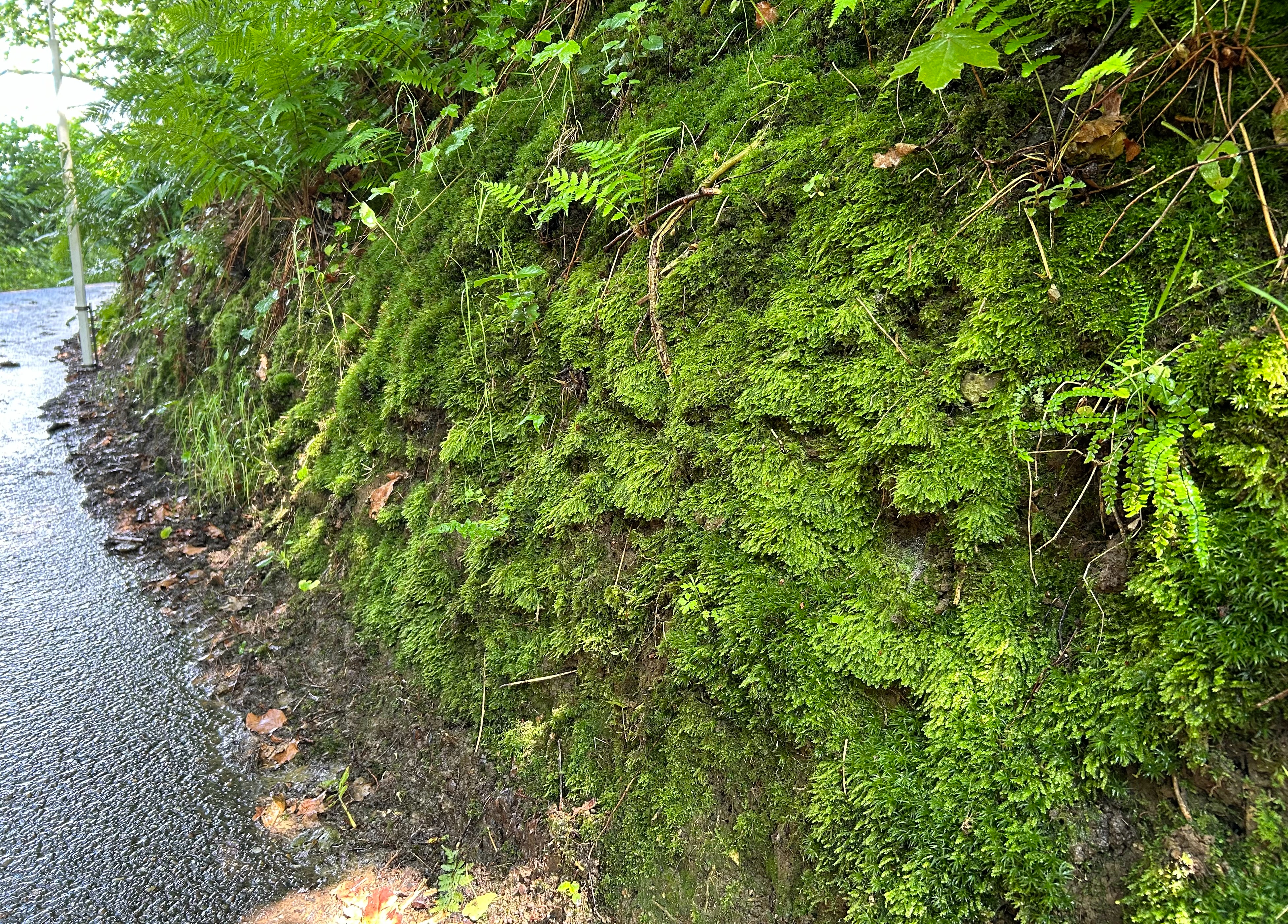
Een steilkant met vegetatie van de associatie van groot platmos